# Grand Prix automobile de Singapour 2014
GP précédent GP suivant
Le Grand Prix automobile de Singapour 2014 (2014 Formula 1 Singapore Airlines Singapore Grand Prix), disputé le 21 septembre 2014 sur le Circuit urbain de Singapour, est la 911e épreuve du championnat du monde de Formule 1 courue depuis 1950. Il s'agit de la septième édition du Grand Prix de Singapour comptant pour le championnat du monde de Formule 1, et de la quatorzième manche du championnat 2014. Il présente la particularité, depuis sa première édition en 2008, de se disputer en nocturne.
À l'issue des qualifications disputées de nuit, Lewis Hamilton obtient sa sixième pole position de la saison, sa deuxième consécutive et la trente-septième de sa carrière. Il devance d'un souffle (sept millièmes de seconde) son coéquipier chez Mercedes, Nico Rosberg, qui l'accompagne une nouvelle fois en première ligne. Pour autant, cette excellente performance des monoplaces allemandes n'a été obtenue qu'en fin de qualifications où les deux Flèches d'Argent ont dû réaliser un dernier tour tout en attaque pour devancer la Red Bull RB10 de Daniel Ricciardo ; Sebastian Vettel, quatrième, se poste en deuxième ligne, aux côtés de son coéquipier australien. Les Ferrari, en verve lors des essais libres et en mesure de lutter pour la position de tête à Singapour, ne permettent finalement à Fernando Alonso que de se classer cinquième, en troisième ligne avec Felipe Massa, le meilleur pilote en piste au début de la troisième phase des qualifications ; leurs coéquipiers respectifs, Kimi Räikkönen (meilleur temps en Q1) et Valtteri Bottas, occupent la quatrième ligne.
Nico Rosberg, affecté dès la procédure de départ par un problème électronique et contraint de s'élancer depuis les stands abandonne au bout de treize tours : Lewis Hamilton connaît dès lors un scénario idéal sous les projecteurs de Singapour puisqu'il remporte l'épreuve au terme d'une course arrêtée au bout des deux heures réglementaires. En reprenant vingt-cinq points à son coéquipier, il s'empare de la première place du championnat pour la première fois depuis le GP d'Espagne.
À l'arrivée d'une épreuve où il n'a cédé le commandement, durant seulement deux tours, qu'aux pilotes Red Bull Racing lors de ses arrêts au stand, Hamilton réalise le cinquième Hat Trick de sa carrière et obtient sa septième victoire de la saison, sa deuxième consécutive et sa vingt-neuvième depuis 2007. Il est accompagné sur le podium par Sebastian Vettel, deuxième et Daniel Ricciardo troisième. Fernando Alonso, sur une stratégie à trois arrêts, termine quatrième dans les échappements des Red Bull, lors d'un Grand Prix où la voiture de sécurité est de sortie, comme à chaque édition depuis la première en 2008. Felipe Massa confirme ses bonnes prestations sur ce circuit en se classant cinquième tandis que Jean-Éric Vergne, malgré une pénalisation, obtient son meilleur résultat de la saison, menant sa Toro Rosso STR9 à la sixième place en effectuant quatre dépassements dans les derniers tours. Sergio Pérez, septième, Kimi Räikkönen, Nico Hülkenberg et Kevin Magnussen se partagent les points restants.
Lewis Hamilton pointe désormais en tête du championnat avec 241 points contre 238 pour Rosberg. Ricciardo conforte sa troisième place (181 points) devant Fernando Alonso qui retrouve la quatrième place avec 133 points. Sebastian Vettel gagne une place et est désormais cinquième avec 124 points.
Valtteri Bottas, en restant bloqué à 122 points, fait la mauvaise opération du jour en chutant de deux places au championnat. Mercedes est toujours largement en tête du classement des constructeurs avec 479 points et devance Red Bull Racing (305 points). Williams, avec 187 points, reste troisième devant Ferrari (178 points) ; Force India (117 points) reprend la cinquième place à McLaren (111 points) ; suivent Toro Rosso (27 points), Lotus F1 Team (8 points) et Marussia F1 Team (2 points). Neuf des onze écuries engagées au championnat ont marqué des points, Sauber et Caterham n'en ayant pas encore inscrit. Après cette quatorzième manche du championnat 2014, Red Bull Racing est la dernière écurie à pouvoir contester le titre mondial à Mercedes.

## Essais libres

### Première séance, le vendredi de 18 h à 19 h 30
| Pos. | Pilote           | Voiture            | Chrono         | Écart     |
| ---- | ---------------- | ------------------ | -------------- | --------- |
| 1    | Fernando Alonso  | Ferrari            | 1 min 49 s 056 |           |
| 2    | Lewis Hamilton   | Mercedes           | 1 min 49 s 178 | + 0 s 122 |
| 3    | Nico Rosberg     | Mercedes           | 1 min 49 s 205 | + 0 s 149 |
| 4    | Sebastian Vettel | Red Bull-Renault   | 1 min 49 s 874 | + 0 s 818 |
| 5    | Daniel Ricciardo | Red Bull-Renault   | 1 min 50 s 122 | + 1 s 066 |
| 6    | Jean-Éric Vergne | Toro Rosso-Renault | 1 min 50 s 539 | + 1 s 483 |

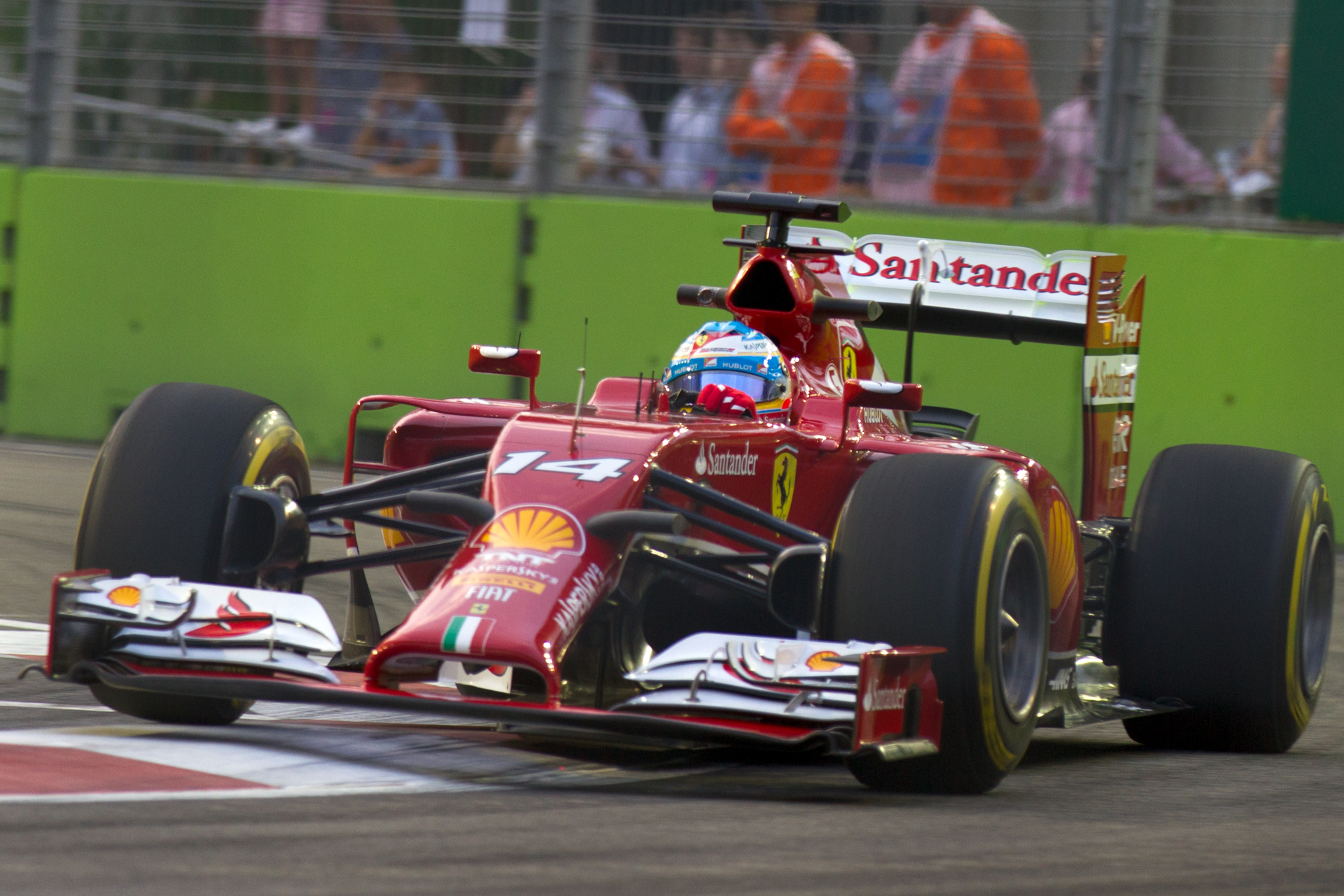
Fernando Alonso lors des premiers essais libres à Singapour.

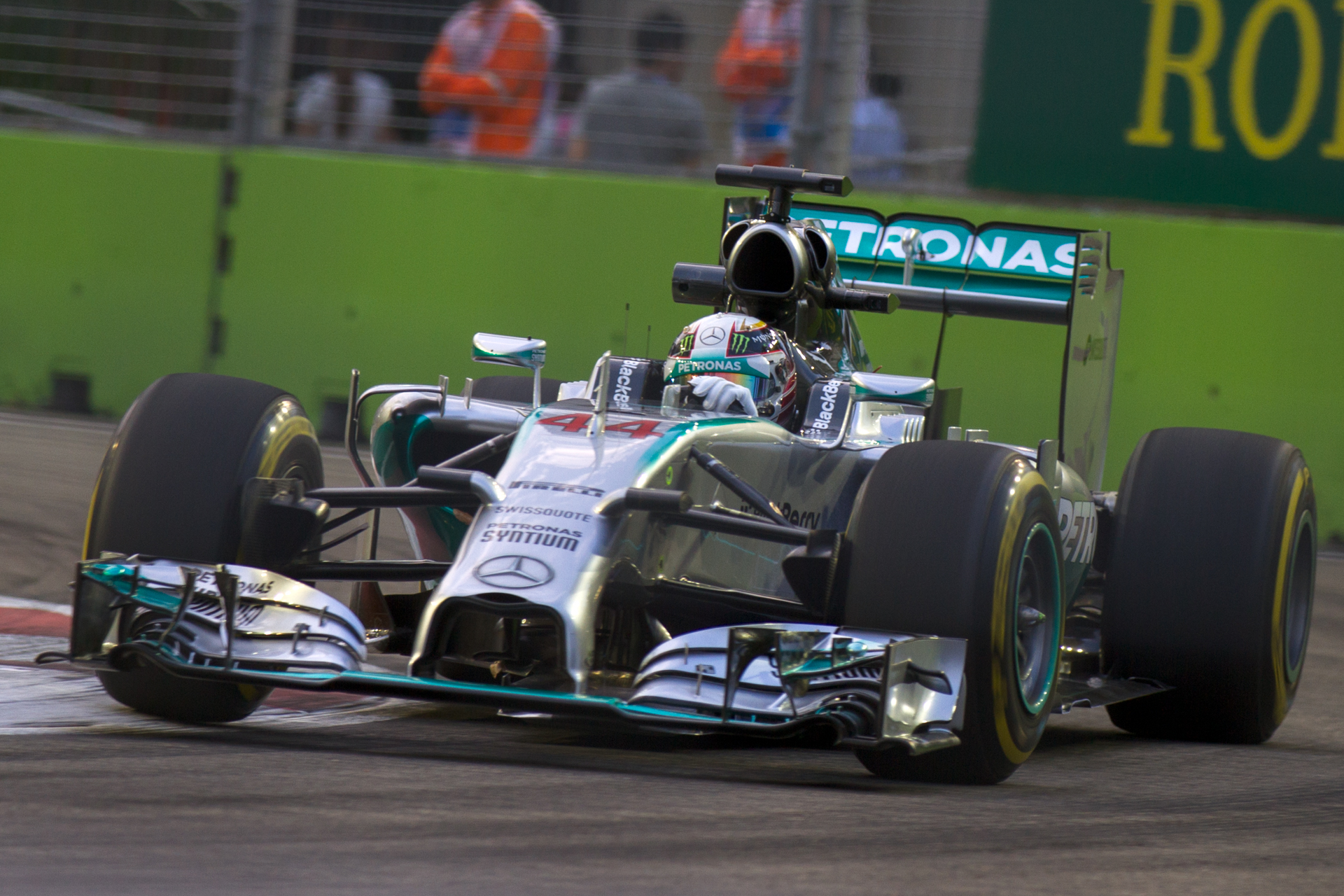
Lewis Hamilton lors des premiers essais libres à Singapour.

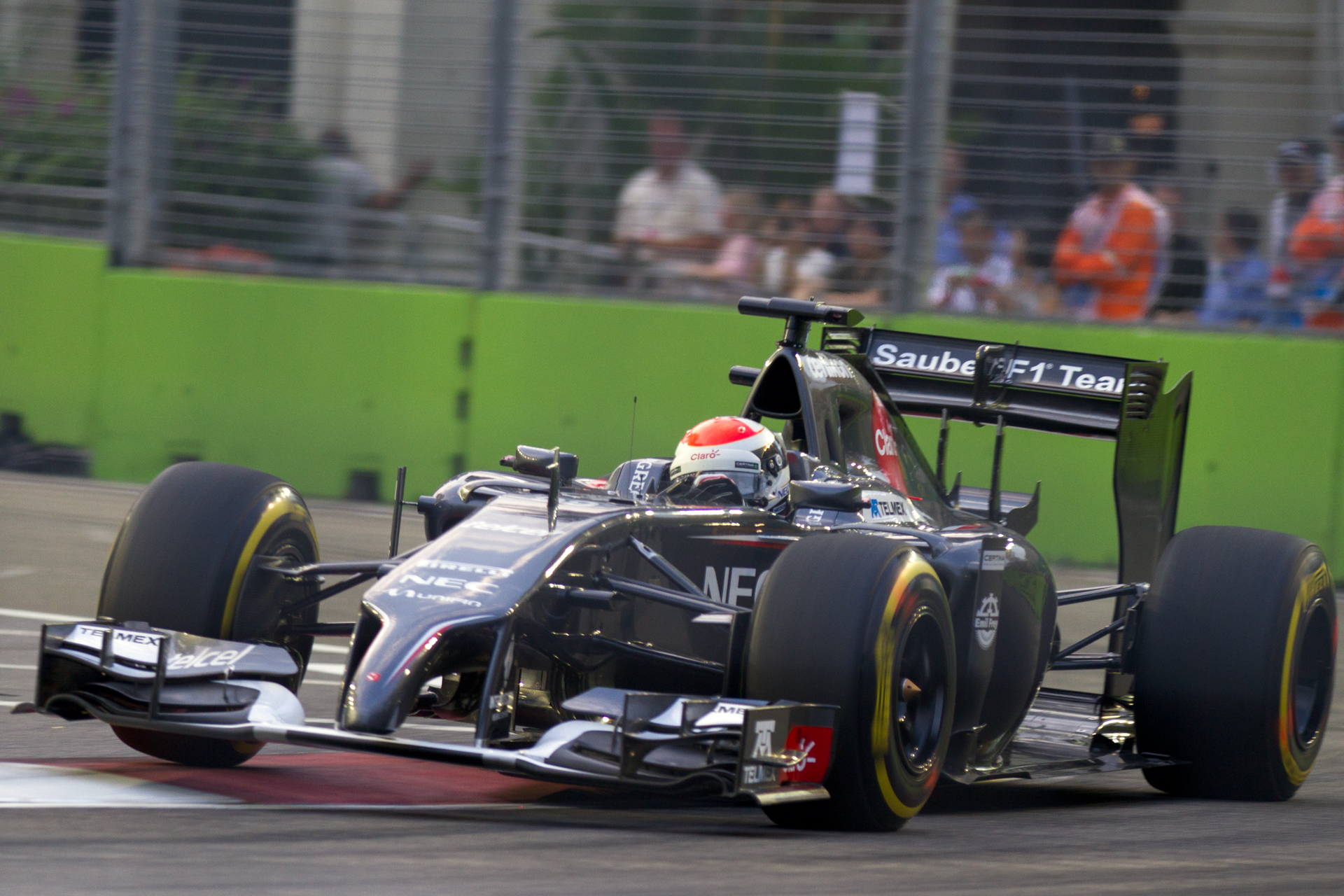
Adrian Sutil lors des premiers essais libres à Singapour.

La première séance d'essais libres du Grand Prix de Singapour débute à 18 heures sur le tracé de Marina Bay ; s'il ne fait pas encore nuit, la soirée s'installe sous une température ambiante de 29 °C. Aucun pilote titulaire n'a laissé sa monoplace à un pilote-essayeur afin de profiter d'un maximum de temps de roulage dans des conditions atypiques. La règlementation des communications a évolué et désormais de nombreux messages concernant la performance du pilote et de sa monoplace ne sont plus autorisés ; toutefois les pilotes disposent toujours d'une marge de manœuvre assez importante. Les pilotes ne tardent pas à prendre la piste et Lewis Hamilton fixe le temps de référence en 1 min 52 s 748 puis améliore sur sa lancée en 1 min 51 s 934,,.
Esteban Gutiérrez immobilise sa Sauber C33 dans son garage avec un problème d'ERS après seulement deux tours. Nico Rosberg prouve que les messages radios peuvent demeurer explicites puisqu'il annonce avoir « de gros problèmes avec les montées de rapports » ; bien que gêné par un rétroviseur défectueux qu'il doit réparer tout en roulant, il améliore la performance de son coéquipier en tournant en 1 min 51 s 640. Kimi Räikkönen passe un temps en tête en 1 min 51 s 269 puis Rosberg tourne en 1 min 51 s 031. Alors que Kamui Kobayashi perd le contrôle de sa Caterham CT05 au freinage du virage no 5 et évite le contact contre le muret, Sebastian Vettel, qui dispose d'un nouveau châssis, s'empare du meilleur temps en 1 min 50 s 411 ; il devance Alonso, Rosberg, Räikkönen, Daniel Ricciardo, Hamilton et les deux Force India. Jean-Éric Vergne, victime d'un problème de freins, est immobilisé dans son stand,,.
Une fois le premier tiers de la séance écoulé, les pilotes rendent le train de pneus supplémentaire alloué par Pirelli et reprennent la piste. Mercedes dévoile un nouveau monkey seat (un mini-aileron) à l'arrière, tandis que McLaren Racing teste un nouvel aileron avant sur la McLaren MP4-29 de Jenson Button et un nouveau montant d'aileron arrière sur celle de Kevin Magnussen,,.
Peu avant la mi-séance, Rosberg passe en tête en 1 min 49 s 205 ; Lewis Hamilton améliore quelques instants plus tard, en 1 min 49 s 178 au moment où Button quitte enfin son stand pour faire ses premiers tours de circuit. De nombreux pilotes se lancent dans des relais plus prolongés afin se préparer pour la course. Lotus F1 Team et la Scuderia Ferrari testent même des pièces en vue de la saison prochaine. Fernando Alonso améliore en 1 min 49 s 056 à un peu moins de trente minutes du terme ; il conserve le commandement et boucle la séance devant les Mercedes et les Red Bull. Son coéquipier Räikkönen est moins en verve puisque ses freins prennent feu et le contraignent à s'immobiliser dans la voie des stands ; un problème de moteur immobilise également Vettel dans son tour de décélération,,.

### Deuxième séance, le vendredi de 21 h 30 à 23 h
| Pos. | Pilote           | Voiture          | Chrono         | Écart     |
| ---- | ---------------- | ---------------- | -------------- | --------- |
| 1    | Lewis Hamilton   | Mercedes         | 1 min 47 s 490 |           |
| 2    | Fernando Alonso  | Ferrari          | 1 min 47 s 623 | + 0 s 133 |
| 3    | Daniel Ricciardo | Red Bull-Renault | 1 min 47 s 790 | + 0 s 300 |
| 4    | Kimi Räikkönen   | Ferrari          | 1 min 48 s 031 | + 0 s 541 |
| 5    | Sebastian Vettel | Red Bull-Renault | 1 min 48 s 041 | + 0 s 551 |
| 6    | Kevin Magnussen  | McLaren-Mercedes | 1 min 48 s 358 | + 0 s 868 |

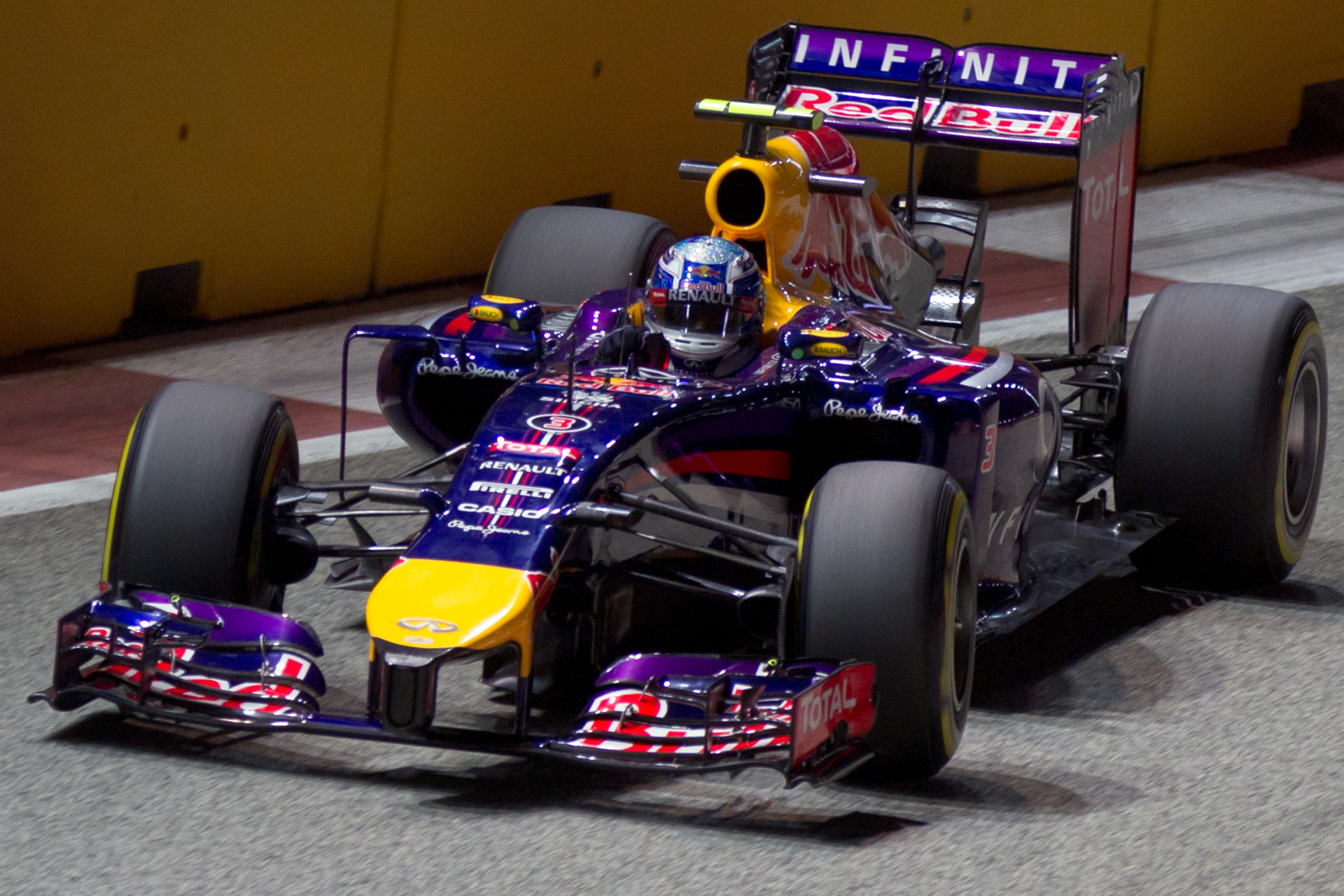
Daniel Ricciardo lors de la deuxième session d'essais libres à Singapour.

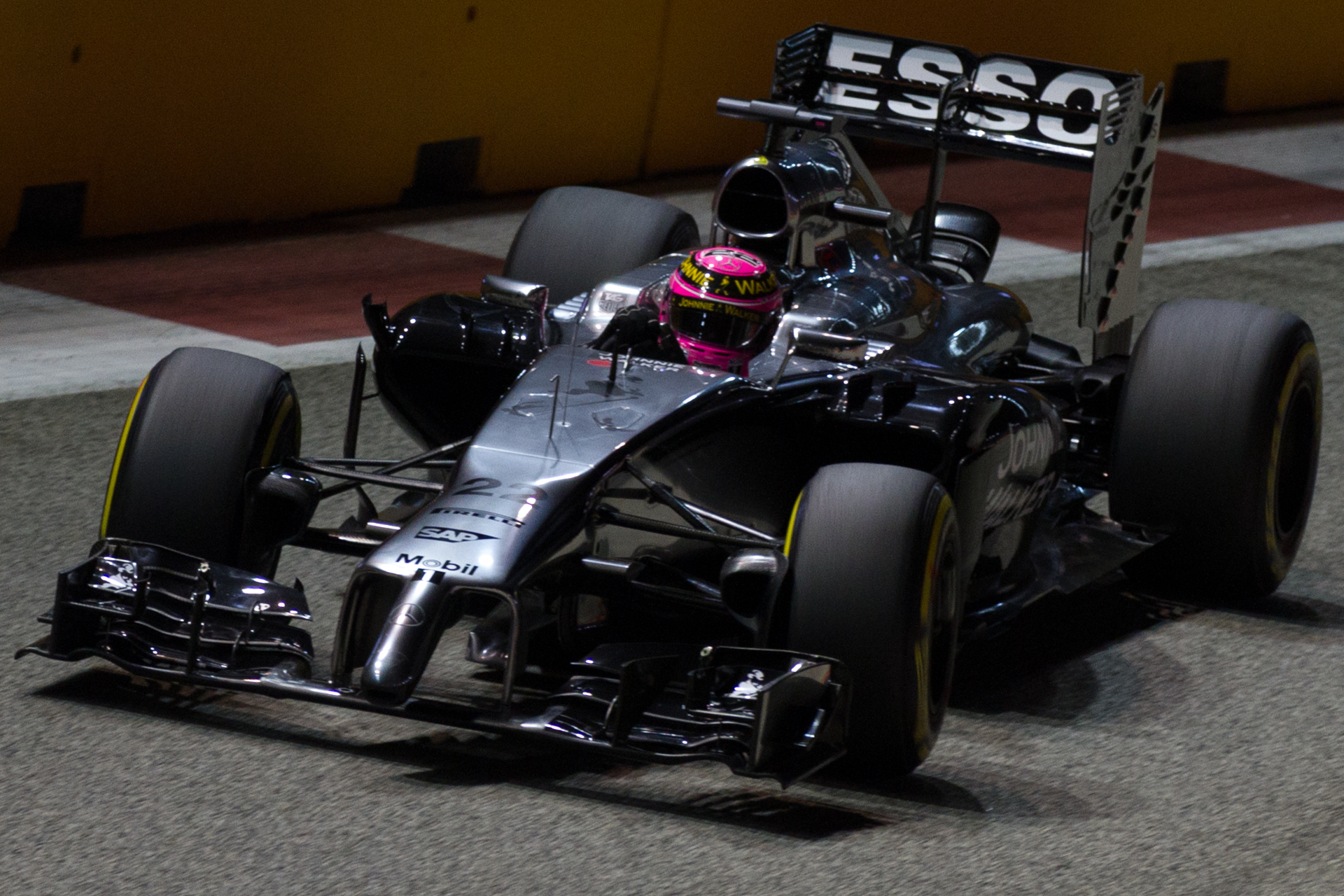
Jenson Button lors de la deuxième session d'essais libres à Singapour.

La deuxième séance d'essais libres se dispute sous une température ambiante de 28 °C, à la lumière des projecteurs. Sebastian Vettel est immobilisé dans son stand car ses mécaniciens remplacent le moteur de sa monoplace ; il ne prendra la piste que pour les cinq dernières minutes. Jenson Button établit le temps de référence en 1 min 51 s 910,,.
Kevin Magnussen améliore rapidement en 1 min 51 s 644 ; il est relayé par Sergio Pérez (1 min 51 s 446), Jean-Éric Vergne (1 min 50 s 961), Daniel Ricciardo (1 min 50 s 390), Lewis Hamilton (1 min 50 s 139), Fernando Alonso (1 min 49 s 387) et Nico Rosberg (1 min 49 s 075) ; tous sont chaussés avec le mélange le plus dur proposé par Pirelli,,.
Quelques minutes plus tard, alors qu'il reste un peu plus d'une heure avant le drapeau à damier, Sergio Pérez passe les pneus tendres et prend la tête en 1 min 48 s 653. Daniel Ricciardo tourne ensuite en 1 min 47 s 790 juste avant que Pastor Maldonado écrase sa Lotus E22 dans les protections de pneus du virage no 10 et provoque une interruption de séance,,.
À la relance, alors qu'il reste un quart d'heure d'essais, Lewis Hamilton passe en tête en 1 min 47 s 490 et devance Alonso, Ricciardo, Räikkönen, Magnussen et Button. Les positions restent inchangées jusqu'à la fin, hormis l'entrée de Vettel en cinquième position,,.

### Troisième séance, le samedi de 18 h à 19 h
| Pos. | Pilote           | Voiture            | Chrono         | Écart     |
| ---- | ---------------- | ------------------ | -------------- | --------- |
| 1    | Fernando Alonso  | Ferrari            | 1 min 47 s 299 |           |
| 2    | Daniel Ricciardo | Red Bull-Renault   | 1 min 47 s 350 | + 0 s 051 |
| 3    | Nico Rosberg     | Mercedes           | 1 min 47 s 488 | + 0 s 189 |
| 4    | Jean-Éric Vergne | Toro Rosso-Renault | 1 min 47 s 693 | + 0 s 394 |
| 5    | Sebastian Vettel | Red Bull-Renault   | 1 min 47 s 711 | + 0 s 412 |
| 6    | Lewis Hamilton   | Mercedes           | 1 min 47 s 738 | + 0 s 439 |

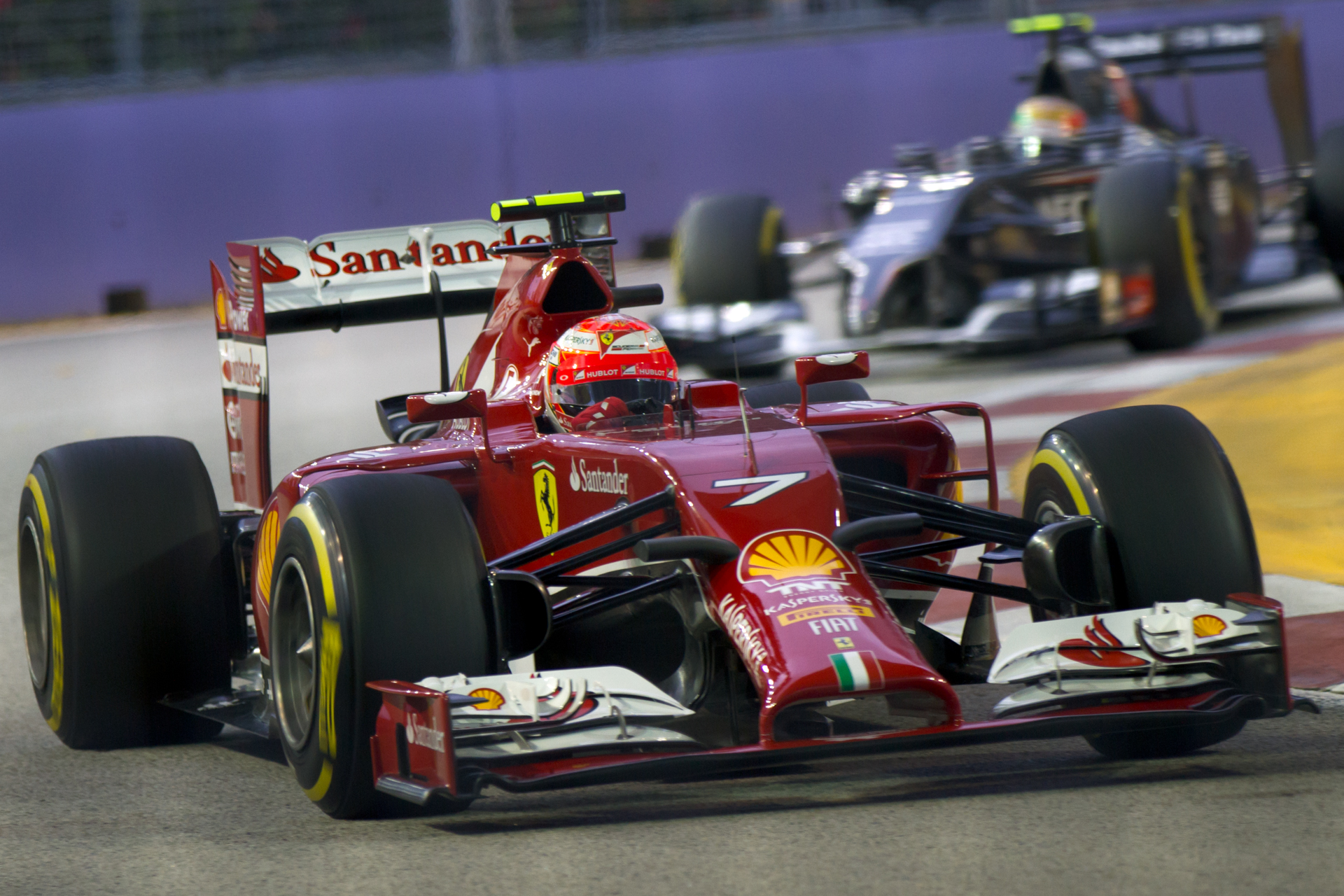
Kimi Räikkönen lors de la troisième session d'essais libres à Singapour.

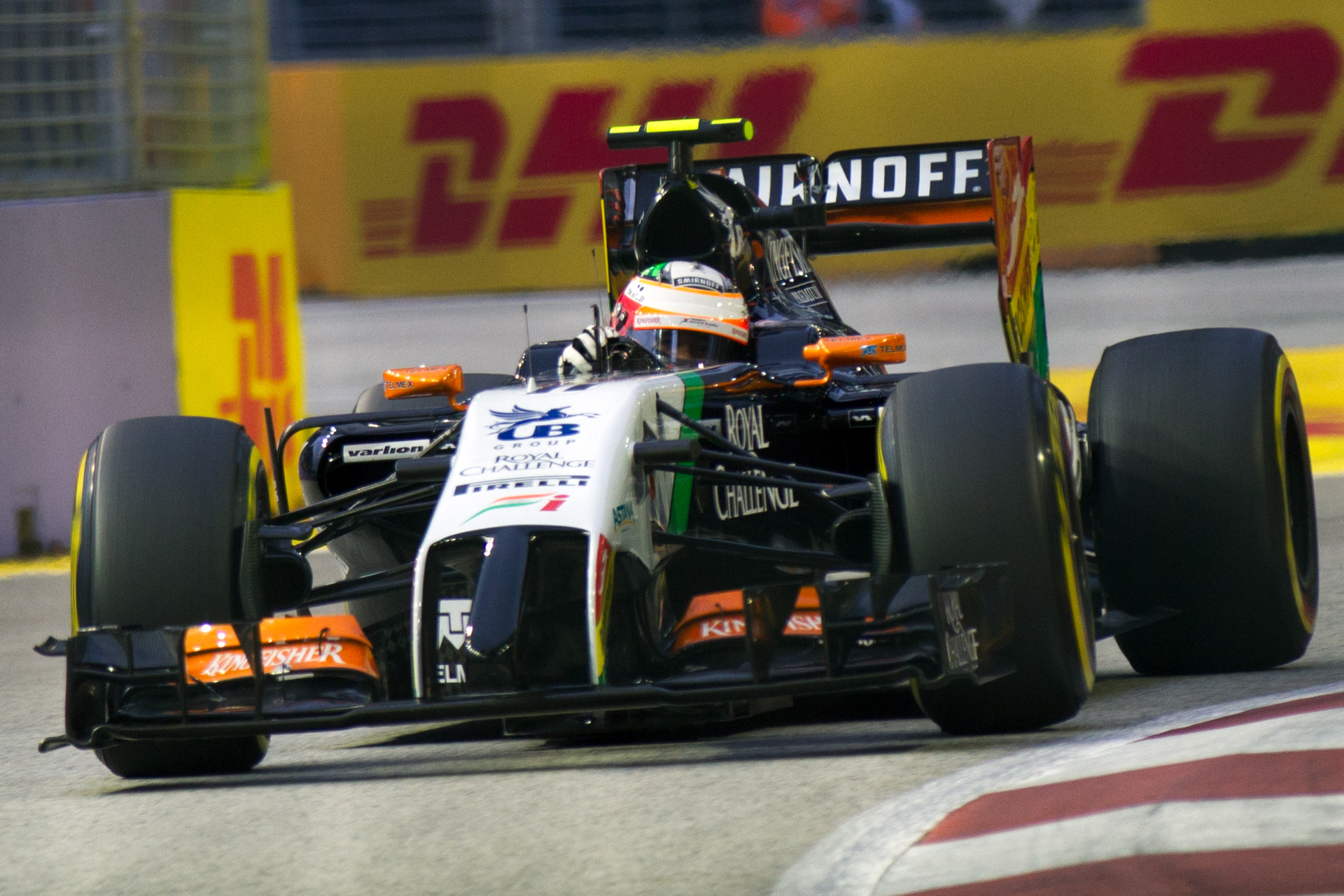
Sergio Pérez lors de la troisième session d'essais libres à Singapour.

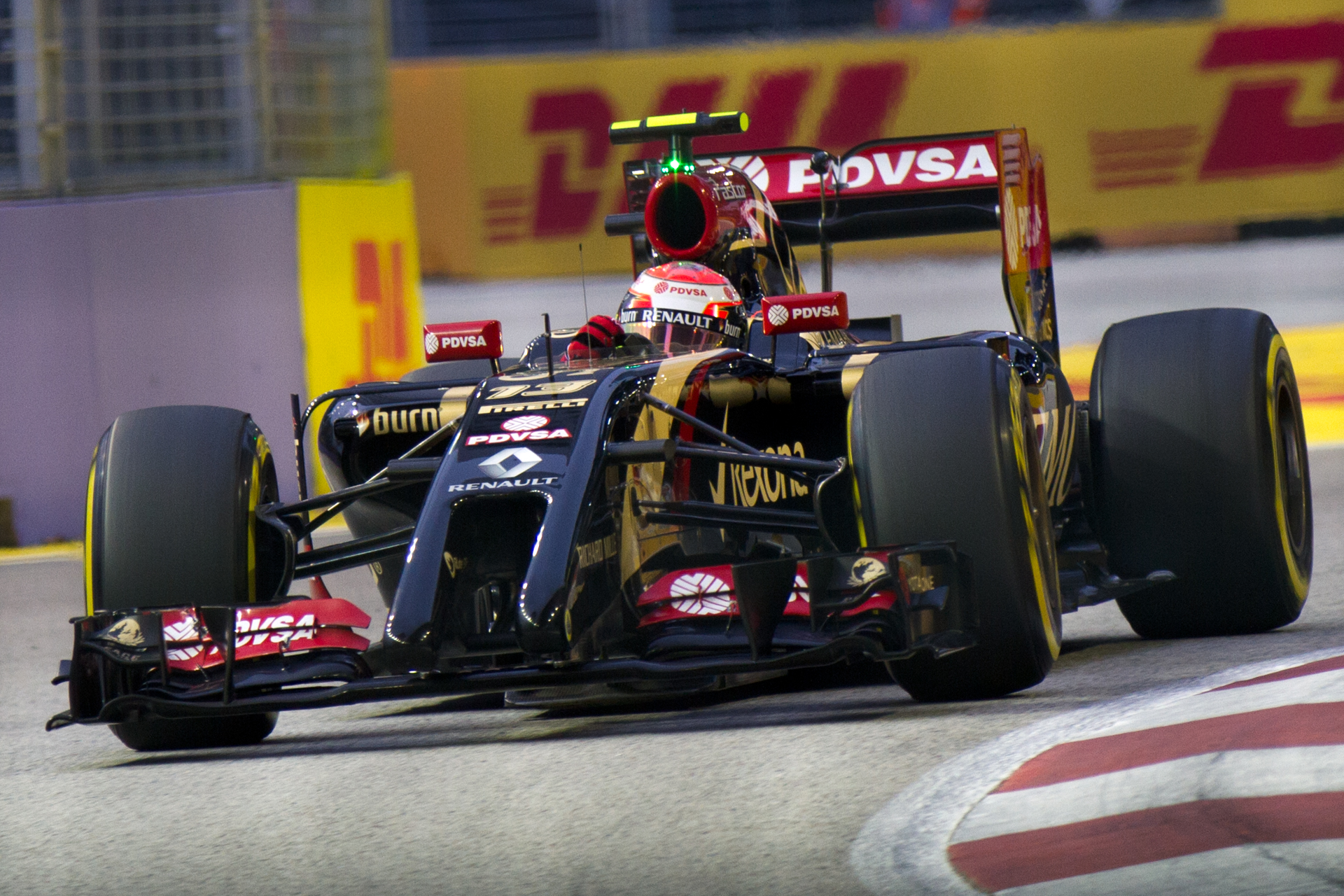
Pastor Maldonado lors de la troisième session d'essais libres à Singapour.

La troisième et dernière séance d'essais débute sur une piste sèche mais le ciel reste menaçant ; la température ambiante est de 25 °C et la piste est à 35 °C. Pastor Maldonado dispose d'une Lotus E22 refaite à neuf après son gros accident de la veille. Les pilotes s'élancent en piste dès son ouverture et Kevin Magnussen fixe le temps de référence en 1 min 51 s 985,,.
Après quelques tours d'installations, de nombreux pilotes rentrent au stand, laissant les moins aguerris limés le bitume glissant et piégeux. Jenson Button améliore la performance de son coéquipier en 1 min 51 s 487 puis s'efface derrière Daniel Ricciardo qui tourne en 1 min 50 s 762. Alors qu'Adrian Sutil perd le contrôle de sa Sauber C33 et évite de justesse de la pulvériser dans le même virage que Maldonado lors de la session précédente, Sebastian Vettel passe en tête en 1 min 50 s 393,,.
Ricciardo confirme la bonne forme de la Red Bull RB10 en reprenant l'avantage, en 1 min 49 s 588. Alors que le tiers de la séance est écoulé, les pilotes Mercedes, Ferrari et Williams ne sont toujours pas entrés en action. Jean-Éric Vergne, performant lors de la première séance d'essais et, malade, plus en retrait lors de la seconde, a retrouvé son allant et hisse sa Toro Rosso aux avants-postes,,.
La première demi-heure écoulée, les pilotes Mercedes prennent enfin la piste. Nico Rosberg pointe immédiatement en tête en battant de plus d'une seconde le temps de Ricciardo (1 min 48 s 575) pour son premier tour lancé tandis que son coéquipier Lewis Hamilton part en tête-à-queue dans le virage no 5 dans son premier tour rapide ; sa seconde tentative est plus satisfaisant puisqu'il établit le deuxième temps (1 min 49 s 337) bien qu'il soit sorti assez largement de la piste dans les deux dernières courbes. Comme lors de la séance de la veille, il indique à ses ingénieurs qu'il n'est pas satisfait du comportement de sa Mercedes. Ricciardo et Vettel se relancent alors en piste et repoussent le Britannique à la quatrième place avant de regagner leur stand pour changer de pneus,,.
Alors que la nuit tombe, Rosberg chausse le premier les pneus « supertendres » pour préparer la session de qualifications et, en 1 min 47 s 488, repasse en tête du classement. Il est toutefois battu peu après par Ricciardo (1 min 47 s 350) puis par Fernando Alonso qui, en 1 min 47 s 299, réalise la meilleure performance de la soirée. Rosberg est ainsi repoussé à la troisième place, et devance Vergne, Vettel et Hamilton,,.

## Séance de qualifications

### Résultats des qualifications

#### Session Q1

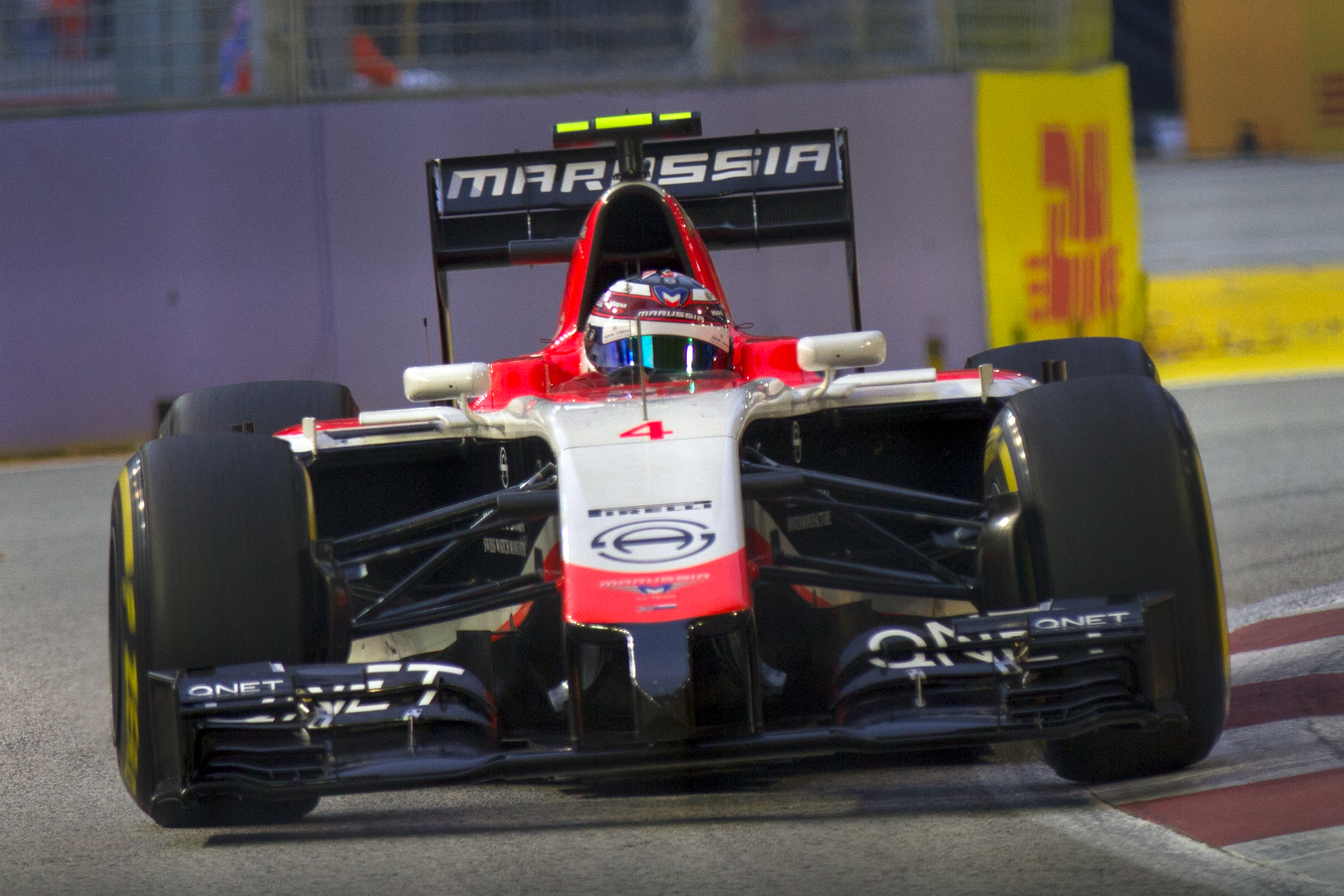
Max Chilton à Singapour en 2014.

La séance qualificative du Grand Prix de Singapour commence à la lumière des projecteurs, sous une température ambiante de 27 °C et sous les regards de Jennifer Lopez, de Gordon Ramsay et de Lee Hsien Loong, Premier ministre de Singapour. Il apparaît que le facteur déterminant des qualifications sera la gestion des différents types de pneumatiques avec plus de deux secondes d'écart au tour entre le pneu « supertendre » et le composé un peu plus dur. Les pilotes ne tardent pas à s'élancer et Fernando Alonso fixe le temps de référence en 1 min 48 s 203 alors que Nico Rosberg manque son freinage dans le virage no 7 lors de son premier tour ; l'Allemand file dans l'échappatoire, fait marche arrière pour reprendre la piste et fait dangereusement monter ses freins en température,,.
Si les Ferrari semblent en verve en début de séance puisque Kimi Räikkönen réalise le deuxième temps derrière son coéquipier, Lewis Hamilton ne tarde pas, alors qu'il reste neuf minutes, à améliorer de 356 millièmes de seconde (1 min 47 s 847) la performance d'Alonso. Alors que les Williams FW36 se montrent plus rapides que lors des essais libres avec les pneus durs, Romain Grosjean est en difficulté avec ses freins et doit, comme Rosberg, emprunter une zone de dégagement pour éviter l'accident,,.
Certains pilotes en fond de classement se relancent avec leurs pneus les plus tendres pour augmenter leurs chances d'accéder en Q2, ce qui force les pilotes de pointe à se relancer également pour éviter les mauvaises surprises. Ainsi, Esteban Gutiérrez sur sa modeste Sauber C33, passe en deuxième position. Sebastian Vettel, pour sa première tentative, rencontre du trafic et est gêné par Marcus Ericsson et Daniil Kvyat, au contraire de son coéquipier Daniel Ricciardo qui prend la tête en 1 min 47 s 488,,.
À trois minutes de la fin, Nico Hülkenberg améliore en 1 min 47 s 370 mais son temps est finalement battu par Räikkönen, en 1 min 46 s 685. Les six pilotes éliminés sont Ericsson et son coéquipier Kamui Kobayashi, Max Chilton et son coéquipier Jules Bianchi, Maldonado et Adrian Sutil,,.

#### Session Q2

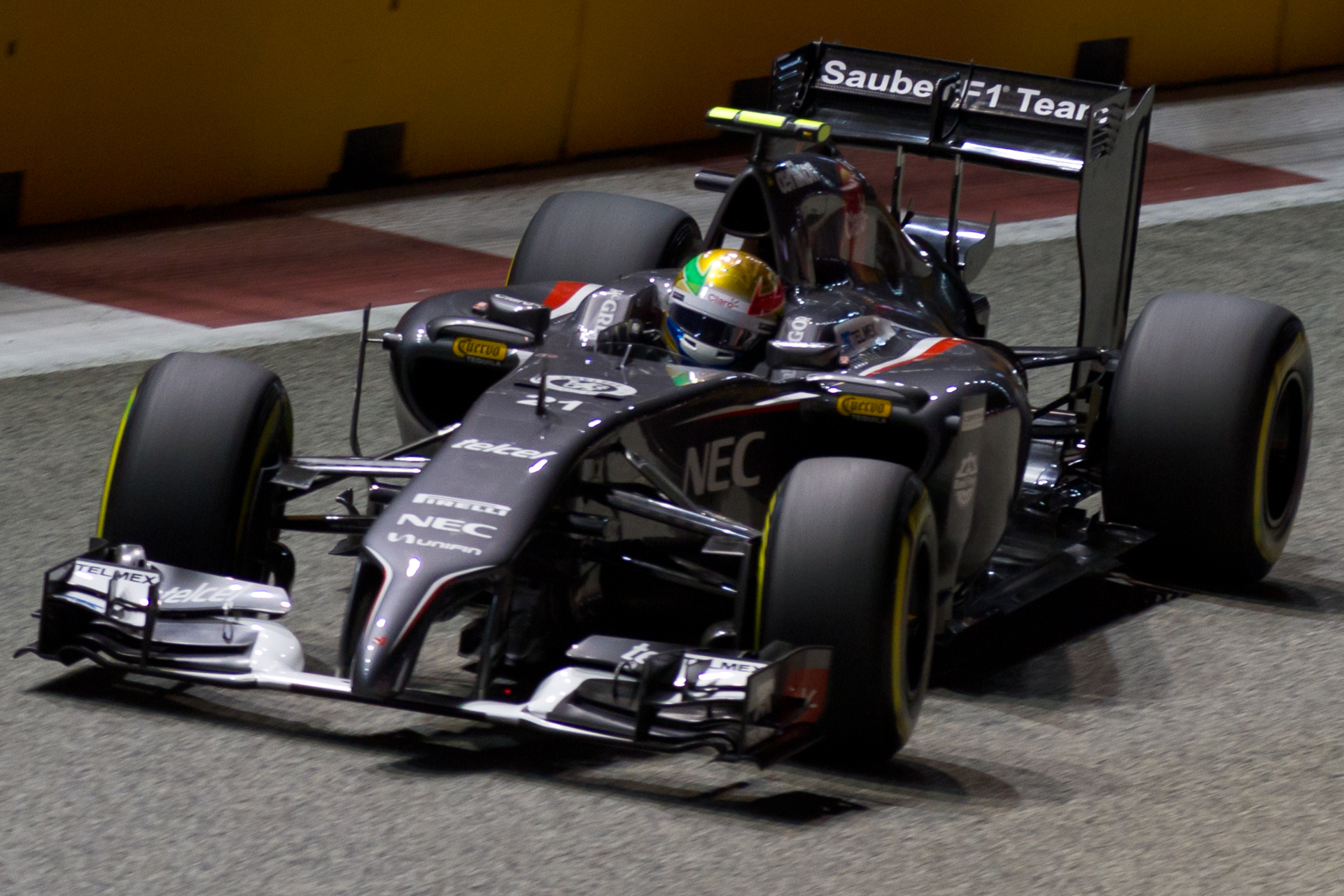
Esteban Gutiérrez à Singapour en 2014.

Les pilotes se relancent dès l'ouverture de la piste et Sergio Pérez fixe le temps de référence en 1 min 47 s 597. Felipe Massa passe en tête en 1 min 47 s 535 puis Kimi Räikkönen, dans son premier tour lancé, améliore dans chacun des trois secteurs du circuit : en 1 min 46 s 359, il tourne plus d'une seconde plus vite que Massa,,.
Fernando Alonso confirme la bonne tenue des Ferrari en améliorant de 31 millièmes de seconde le temps de son coéquipier. Quelques instants après, Lewis Hamilton tourne en 1 min 46 s 287 ; l'écart entre les trois hommes de tête est de 72 millièmes de seconde. Les deux Toro Rosso STR9, McLaren MP4-29, Red Bull RB10, Mercedes AMG F1 W05 Hybrid et Ferrari F14 T sont dans la zone de qualification alors que les Force India, les Williams F1 Team ainsi que Esteban Gutiérrez et Romain Grosjean sont plus en retrait,,.
À trois minutes de la fin, tous les pilotes sauf les quatre premiers du classement (Hamilton, Alonso, Räikkönen et Ricciardo), chaussent de nouveaux pneus et se relancent ; Nico Rosberg prend la tête du classement en 1 min 45 s 825 tandis que Felipe Massa et Valtteri Bottas arrachent leur qualification aux dépens de Grosjean, Pérez, Gutiérrez, Hülkenberg, Jenson Button et Jean-Éric Vergne,,.

#### Session Q3

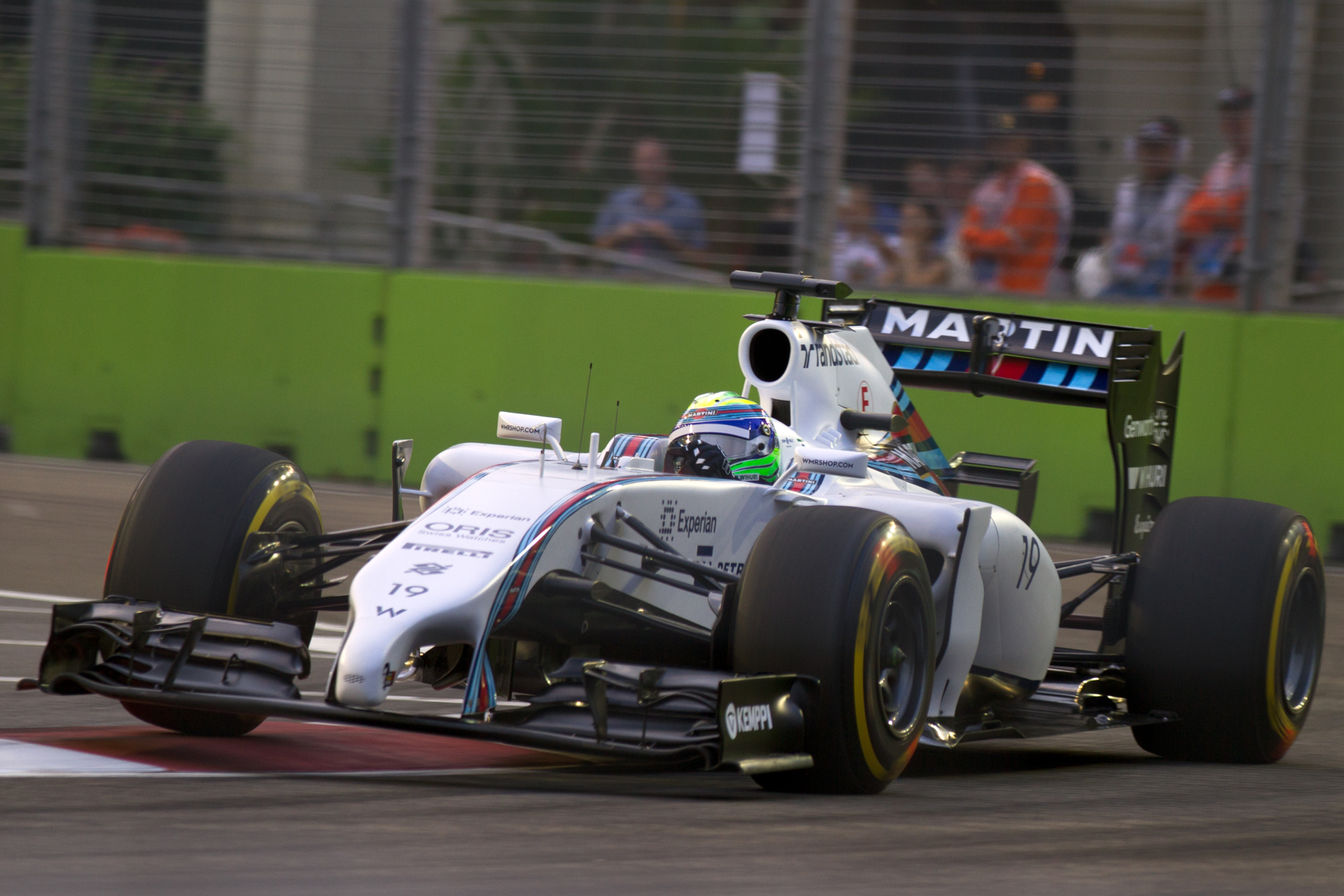
Felipe Massa à Singapour en 2014.

Les dix derniers pilotes se relancent en piste ; Nico Rosberg, battu régulièrement depuis le début du week-end par son équipier, a utilisé un train de pneumatiques de plus que Lewis Hamilton en Q2 pour s'assurer une place en phase finale. Felipe Massa, à l’issue de sa première tentative, prend l'avantage en 1 min 46 s 007 et devance Daniel Ricciardo, Fernando Alonso, Kimi Räikkönen, Valtteri Bottas, Hamilton, Rosberg, Sebastian Vettel, Daniil Kvyat et Kevin Magnussen ; aucune Mercedes n'est présente parmi les cinq premiers,,.
Les pilotes rentrent chausser de nouveaux pneus pour une ultime tentative. Räikkönen est stoppé dans son élan, sa monoplace tombant en panne alors qu'il entame son tour lancé. Ricciardo réalise la pole position provisoire, en 1 min 45 s 854 sur son dernier tour lancé mais est battu quelques instants plus tard par Rosberg, en 1 min 45 s 688. Finalement, Hamilton, en 1 min 45 s 681 améliore de 7 millièmes de seconde et réalise sa sixième pole position de l'année, sa troisième à Singapour,,.

### Grille de départ

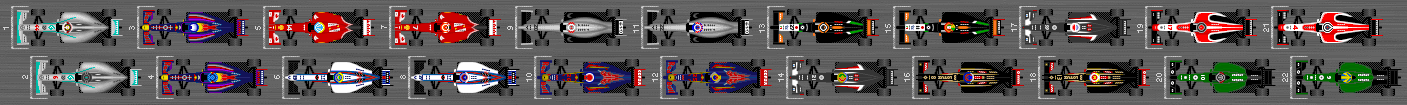
La grille de qualification et de départ du Grand Prix de Singapour 2014.

| Pos.                                                                                      | Pilote            | Écurie               | Qualifications 1 | Qualifications 2 | Qualifications 3 |
| ----------------------------------------------------------------------------------------- | ----------------- | -------------------- | ---------------- | ---------------- | ---------------- |
| 1                                                                                         | Lewis Hamilton    | Mercedes             | 1 min 46 s 921   | 1 min 46 s 287   | 1 min 45 s 681   |
| 2                                                                                         | Nico Rosberg      | Mercedes             | 1 min 47 s 244   | 1 min 45 s 825   | 1 min 45 s 688   |
| 3                                                                                         | Daniel Ricciardo  | Red Bull-Renault     | 1 min 47 s 488   | 1 min 46 s 493   | 1 min 45 s 854   |
| 4                                                                                         | Sebastian Vettel  | Red Bull-Renault     | 1 min 47 s 476   | 1 min 46 s 586   | 1 min 45 s 902   |
| 5                                                                                         | Fernando Alonso   | Ferrari              | 1 min 46 s 889   | 1 min 46 s 328   | 1 min 45 s 907   |
| 6                                                                                         | Felipe Massa      | Williams-Mercedes    | 1 min 47 s 615   | 1 min 46 s 472   | 1 min 46 s 000   |
| 7                                                                                         | Kimi Räikkönen    | Ferrari              | 1 min 46 s 685   | 1 min 46 s 359   | 1 min 46 s 170   |
| 8                                                                                         | Valtteri Bottas   | Williams-Mercedes    | 1 min 47 s 196   | 1 min 46 s 622   | 1 min 46 s 187   |
| 9                                                                                         | Kevin Magnussen   | McLaren-Mercedes     | 1 min 47 s 976   | 1 min 46 s 700   | 1 min 46 s 250   |
| 10                                                                                        | Daniil Kvyat      | Toro Rosso-Renault   | 1 min 47 s 656   | 1 min 46 s 926   | 1 min 47 s 362   |
| 11                                                                                        | Jenson Button     | McLaren-Mercedes     | 1 min 47 s 161   | 1 min 46 s 943   |                  |
| 12                                                                                        | Jean-Éric Vergne  | Toro Rosso-Renault   | 1 min 47 s 407   | 1 min 46 s 989   |                  |
| 13                                                                                        | Nico Hülkenberg   | Force India-Mercedes | 1 min 47 s 370   | 1 min 47 s 308   |                  |
| 14                                                                                        | Esteban Gutiérrez | Sauber-Ferrari       | 1 min 47 s 970   | 1 min 47 s 333   |                  |
| 15                                                                                        | Sergio Pérez      | Force India-Mercedes | 1 min 48 s 143   | 1 min 47 s 575   |                  |
| 16                                                                                        | Romain Grosjean   | Lotus-Renault        | 1 min 47 s 862   | 1 min 47 s 812   |                  |
| 17                                                                                        | Adrian Sutil      | Sauber-Ferrari       | 1 min 48 s 324   |                  |                  |
| 18                                                                                        | Pastor Maldonado  | Lotus-Renault        | 1 min 49 s 063   |                  |                  |
| 19                                                                                        | Jules Bianchi     | Marussia-Ferrari     | 1 min 49 s 440   |                  |                  |
| 20                                                                                        | Kamui Kobayashi   | Caterham-Renault     | 1 min 50 s 405   |                  |                  |
| 21                                                                                        | Max Chilton       | Marussia-Ferrari     | 1 min 50 s 473   |                  |                  |
| 22                                                                                        | Marcus Ericsson   | Caterham-Renault     | 1 min 52 s 287   |                  |                  |
| Temps minimal à réaliser pour la qualification : 1 min 54 s 152 (107 % de 1 min 46 s 685) |                   |                      |                  |                  |                  |

## Course

### Déroulement de l'épreuve

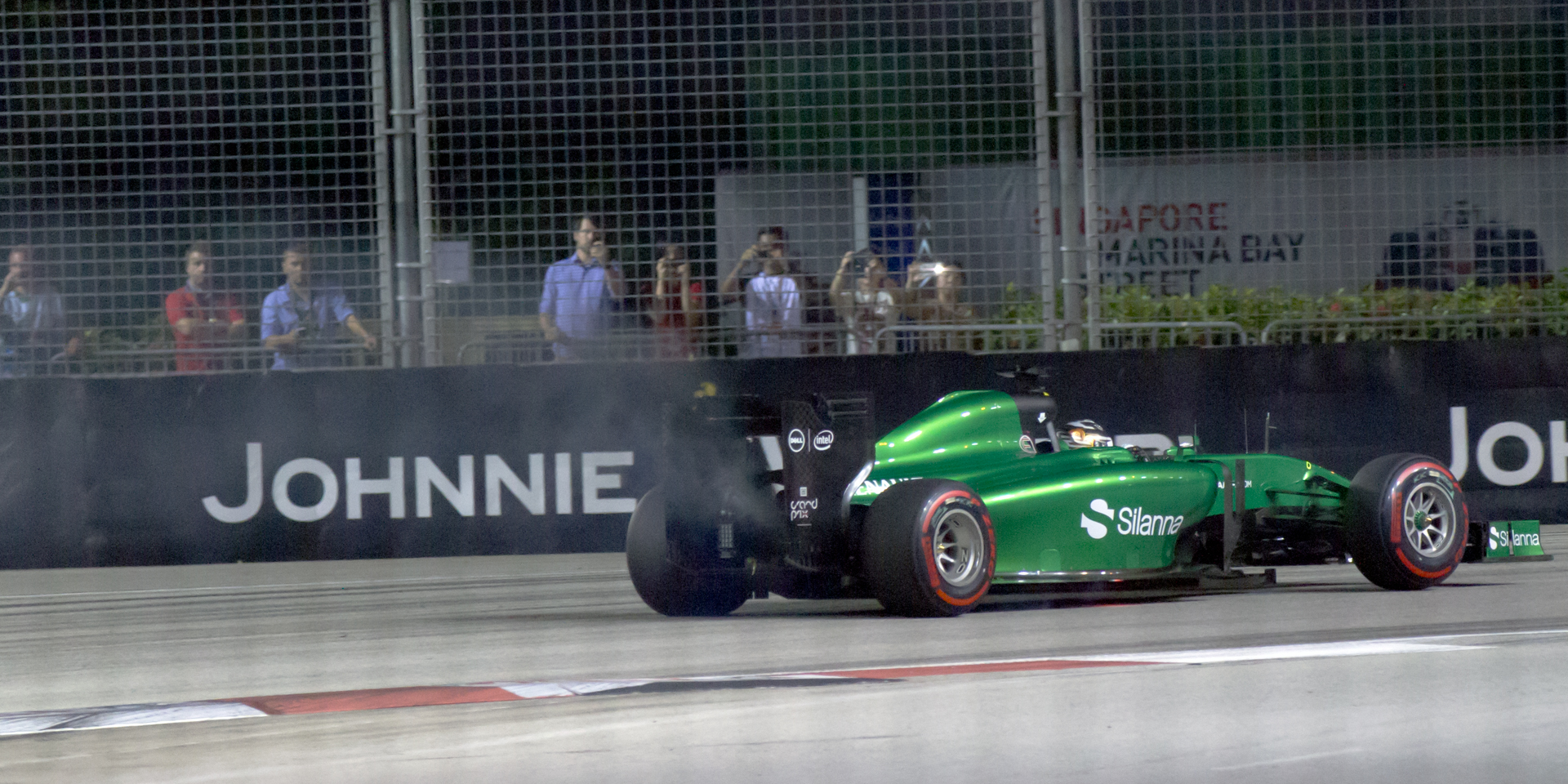
Kamui Kobayashi abandonne avant même le départ de la course.

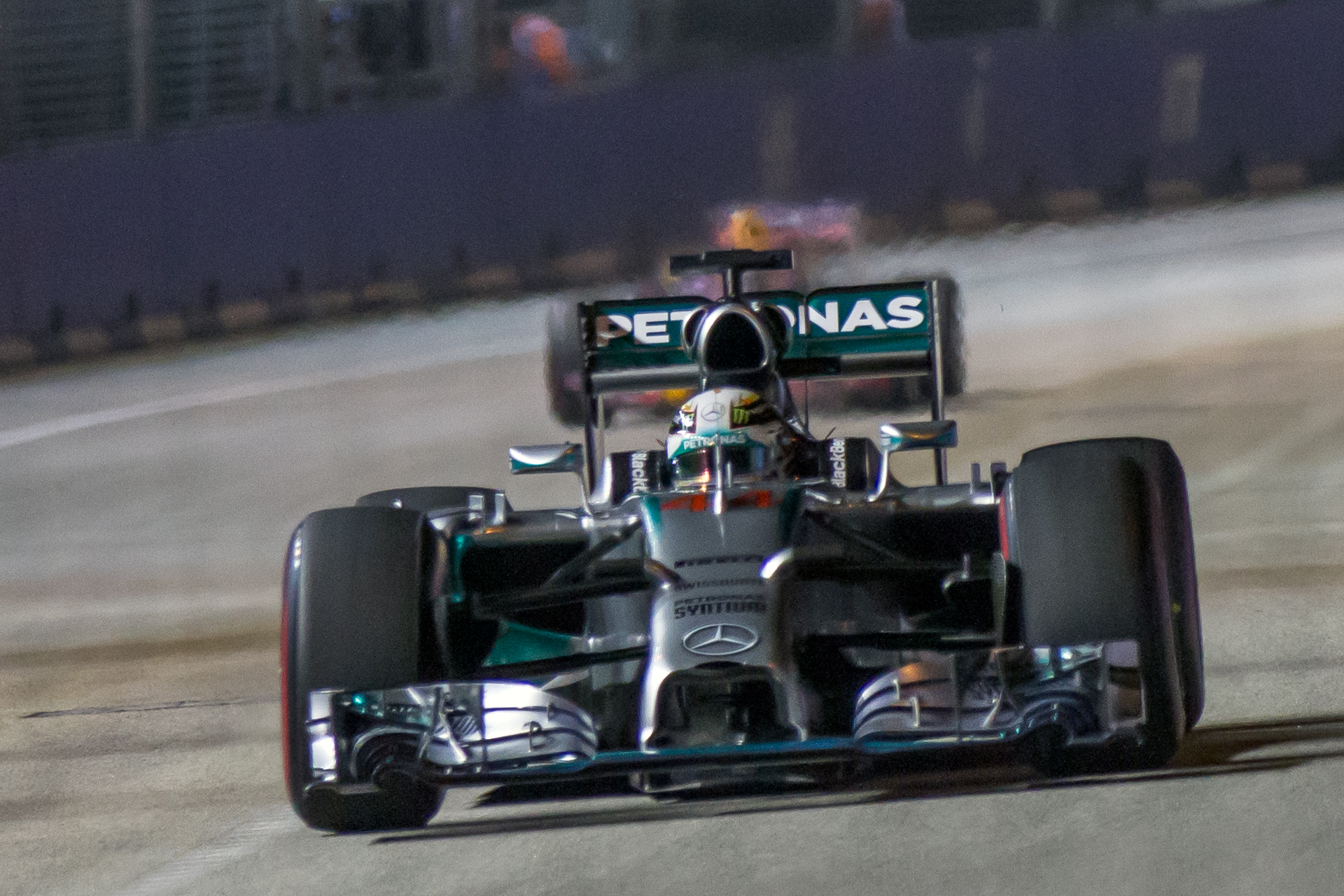
Lewis Hamilton dans le deuxième tour de la course.

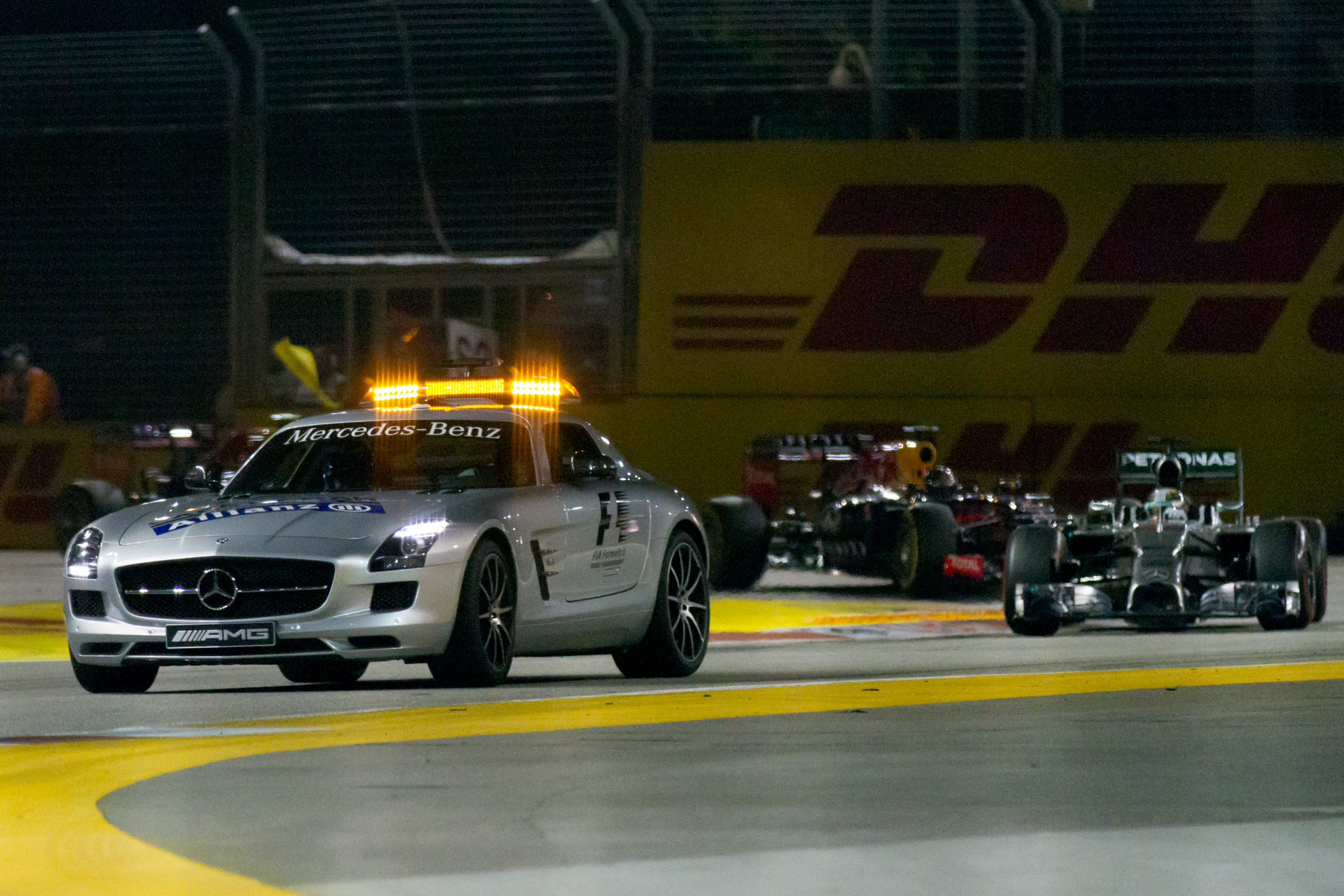
Lewis Hamilton derrière la voiture de sécurité.

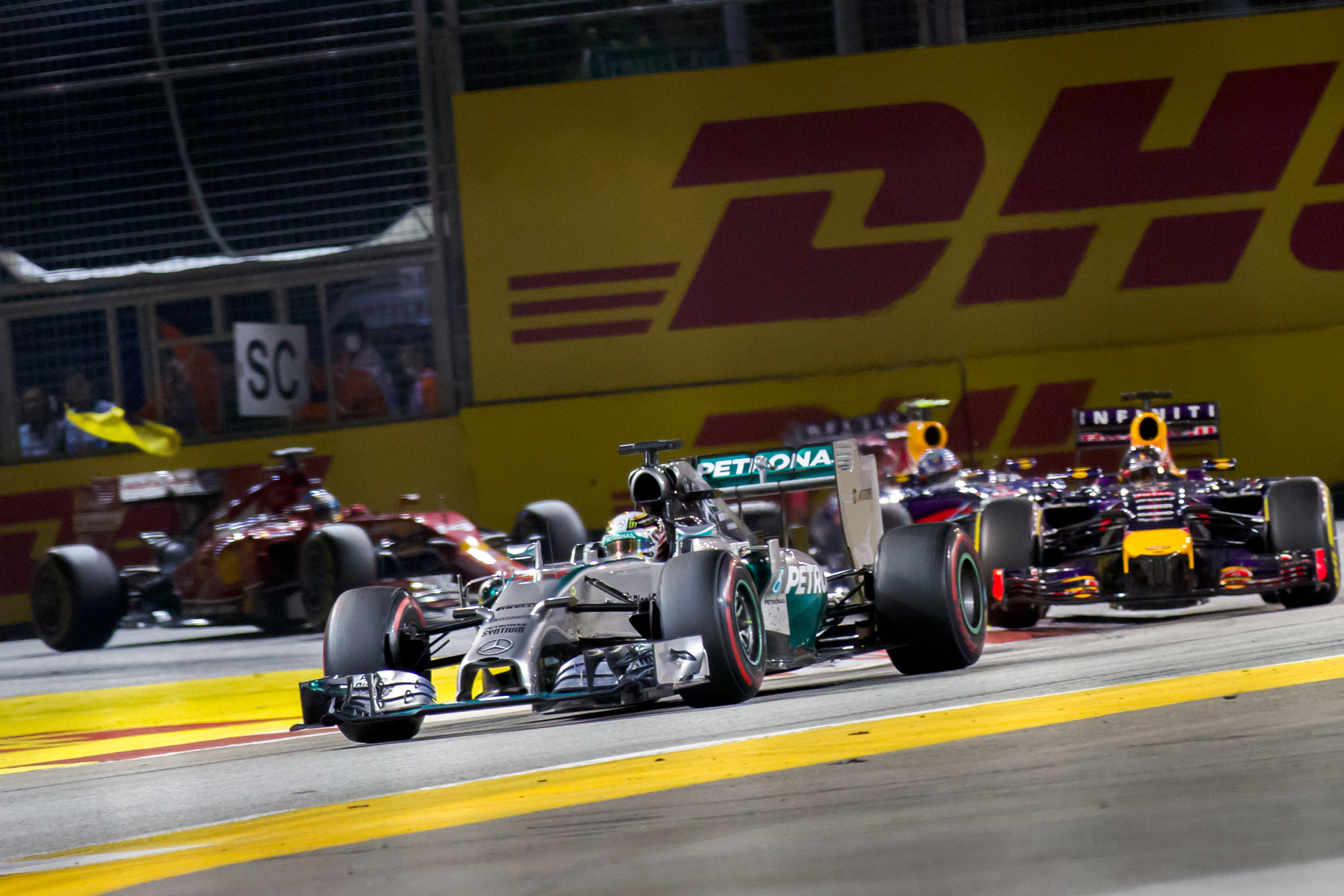
La meute à la relance.

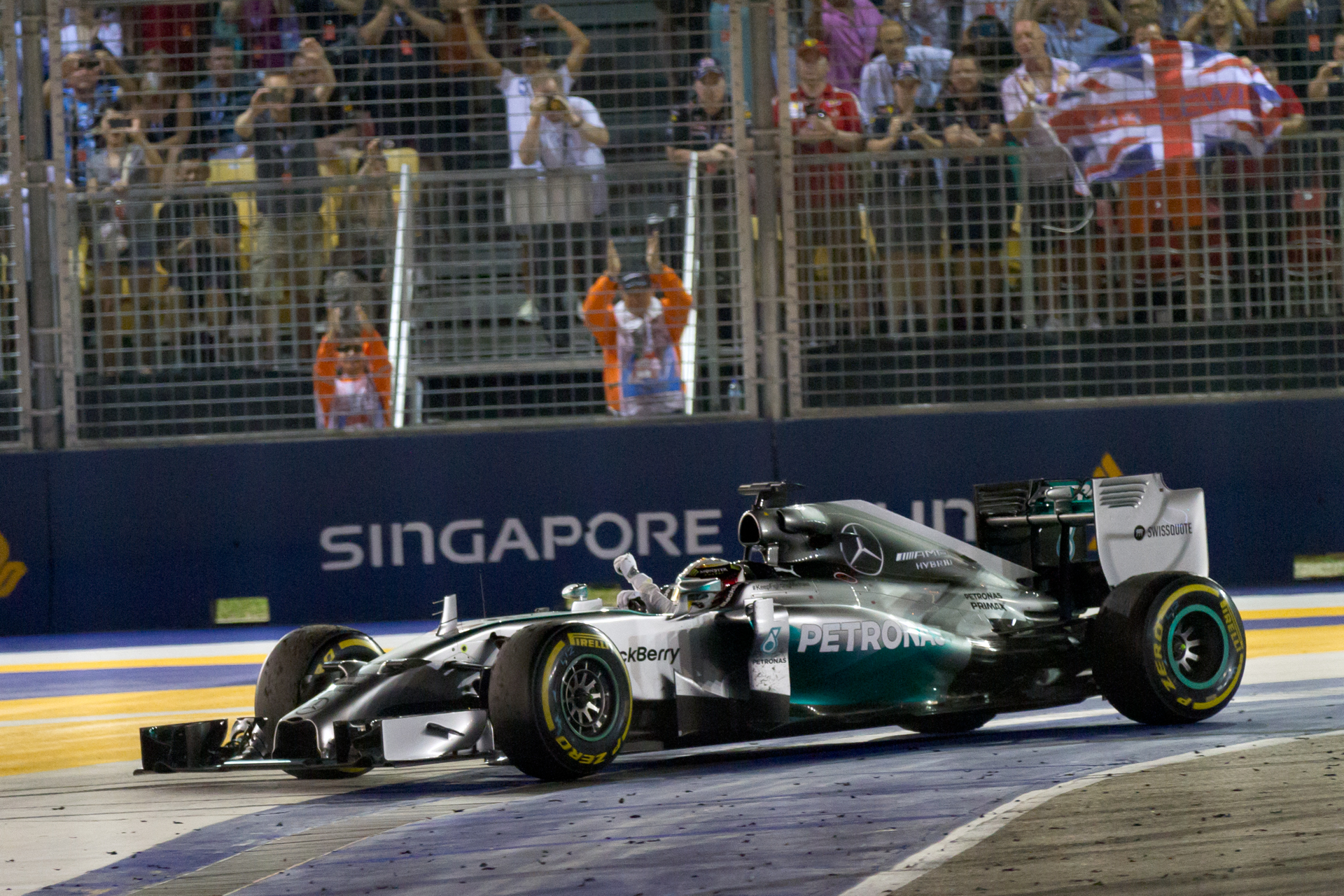
Lewis Hamilton fête sa victoire.

Un quart d'heure avant le lancement de la course, la monoplace de Nico Rosberg est victime de problèmes électroniques qui conduisent les mécaniciens à changer son volant juste avant le départ. Au départ du tour de mise en grille, Rosberg reste immobilisé en dépit de toutes ses tentatives pour activer les systèmes de secours depuis le volant. Kamui Kobayashi est également malchanceux puisqu'il doit immobiliser sa Caterham CT05 dans une échappatoire. Le départ du Grand Prix de Singapour est ainsi donné sur une piste sèche où prennent place vingt pilotes, Rosberg pouvant s'élancer de la voie des stands. À l'extinction des feux, Lewis Hamilton, en pole position, prend un bon départ tandis que les deux Red Bull RB10 se neutralisent. Fernando Alonso s'infiltre derrière Hamilton mais coupe la première chicane au freinage ; pour éviter une pénalité, il laisse immédiatement Sebastian Vettel le repasser au virage no 7 et se retrouve dans la foulée sous la pression de Daniel Ricciardo. Kimi Räikkönen, cinquième, devance Felipe Massa, Jenson Button, Valtteri Bottas, Kevin Magnussen et Daniil Kvyat. Les commissaires de course décident de ne pas pénaliser Alonso qui s'est volontairement effacé et classent sans suite une friction entre Magnussen et Massa. Plus loin, Jean-Éric Vergne précède Nico Hülkenberg, Esteban Gutiérrez, Sergio Pérez, Romain Grosjean, Adrian Sutil, Pastor Maldonado, Jules Bianchi, Marcus Ericsson, Max Chilton et Rosberg qui boucle le premier tour en dernière position,,.
Si, en tête de la course, Vettel tourne dans le même rythme qu'Hamilton, celui-ci s'est déjà ménagé une avance de deux secondes tout en consommant moins de carburant ; Alonso suit, en troisième position, à plus de six secondes dans le sixième tour. Rosberg, toujours dernier à 37 secondes de la tête de course, est en proie à des soucis de transmission et ne peut pas attaquer Ericsson, sa boîte de vitesses passant directement du troisième au cinquième rapport. Sutil change de pneus dans le neuvième tour, Hülkenberg au suivant, Massa, Kvyat, Grosjean au onzième ; Räikkönen, Bottas, Vergne, Maldonado, Vettel, Alonso, Ricciardo, Ericsson, Hamilton, Magnussen, Rosberg, Button, Pérez, Gutiérrez, Bianchi et Chilton entre le douzième et le dix-septième tour. Lors de l'arrêt de Rosberg, les mécaniciens tentent une énième intervention au niveau du volant pour relancer la monoplace affectée par des ennuis électroniques. Après de longues dizaines de secondes d'arrêt, décision est prise d'abandonner. Vettel, Alonso et Ricciardo ont chaussé les pneus tendres alors qu'Hamilton réussit à se maintenir en piste plus longtemps avec ses « supertendres » usagés : Vettel est informé par son stand qu'il ne pourra pas garder la tête à l'issue des arrêts,,.
Effectivement, à l'issue de la salve d'arrêts, Hamilton mène la course avec 7 secondes d'avance sur Vettel, 10 sur Fernando Alonso, 14 sur Ricciardo et 24 sur Massa alors qu'Esteban Gutiérrez rentre au stand et abandonne sur panne électrique. Au vingt-deuxième tour, Hamilton précède Vettel, Alonso, Ricciardo, Massa, Räikkönen, Bottas, Button, Vergne et Magnussen. Pendant plusieurs tours consécutifs, Alonso reprend suffisamment de dixièmes de seconde à Vettel pour se retrouver, au vingt-cinquième tour, à moins d'une seconde et pouvoir utiliser son aileron arrière mobile. Alors que la seconde phase d'arrêt aux stands a été lancée par Massa et Grosjean au vingt-troisième tour (imités au suivant par Bottas, Kvyat, Maldonado), Alonso tente de dépasser Vettel dans les stands en rechaussant les « supertendres » ; Vettel réagit instantanément en se précipitant lui aussi dans les stands, mais choisit les pneumatiques plus durs : Alonso passe devant et réalise immédiatement les meilleurs tours en piste. Vergne, Sutil, Vettel, Räikkönen, Hülkenberg, Hamilton, Magnussen, Ricciardo et Pérez s'arrêtent entre le vingt-cinquième et le trentième tour,,.
Juste près son arrêt, Pérez est touché par Sutil : son aileron avant, cassé, se coince sous ses roues avant d'exploser en pleine piste : les nombreux débris imposent l'intervention de la voiture de sécurité et l'avance de 6 secondes de Lewis Hamilton s'évanouit. Alonso profite de cette neutralisation pour passer aux stands et chausser les pneus les plus durs, tout comme Button. Grosjean, Maldonado, Pérez, Bianchi, Ericsson, Räikkönen, Hülkenberg, Sutil et Maldonado rentrent également pour chausser de nouveaux pneus. La neutralisation, qui dure cinq tours, permet aux pilotes restés en piste d'économiser leurs pneus et leur carburant. Pour autant, la durée de la neutralisation pose problème à Hamilton, en « supertendres », car il doit creuser un gros écart afin de chausser obligatoirement les pneus tendres en fin de course sans être pris milieu du trafic de ses poursuivants immédiats, Vettel et Alonso, en pneus durs, qui pourraient aller jusqu'à l'arrivée sans s'arrêter. À la relance, Hamilton devance Vettel, Ricciardo (dont la monoplace est victime d'ennuis techniques), Alonso, Massa, Bottas, Button, Räikkönen, Vergne et Magnussen,,.
Obligé d'attaquer, Hamilton creuse immédiatement un avantage considérable en prenant une seconde pleine à Vettel dans le second secteur ; il boucle son premier tour lancé 2 secondes et demi plus vite que Vettel et, après deux tours, a porté son avance à 6 secondes. Hamilton doit creuser un écart de 27 secondes pour ressortir devant Vettel après son changement de pneus ; son stand l'informe qu'il doit poursuivre sur le même rythme pendant sept tours pour réaliser son objectif. Hamilton échoue de peu : rentré au cinquante-troisième tour avec un avantage de 25 secondes sur Vettel, il reprend la piste à la deuxième place. Hamilton a désormais huit tours pour conquérir sa victoire sur la piste. Vettel, en difficulté avec ses pneus, cède le commandement à son rival dans le cinquante-quatrième tour ; Hamilton devance désormais Vettel, Ricciardo, Alonso, Massa, Bottas, Button (qui abandonne quelques instants plus tard), Räikkönen, Hülkenberg, Vergne et Maldonado,,.
Vettel, Ricciardo et Alonso, dans la même seconde et dont les pneus sont en fin de vie, se livrent une rude bataille pour le podium. Plus loin, Jean-Éric Vergne, gagne trois places en autant de tours pour atteindre le sixième rang. Hamilton remporte la vingt-neuvième victoire de sa carrière, devant Vettel et Ricciardo. Alonso se classe quatrième devant Massa et Vergne (pénalisé de cinq secondes) qui réalise sa meilleure performance de la saison ; suivent pour les points Pérez, Räikkönen Hülkenberg et Magnussen tandis que Bottas, sixième à deux tours du but, termine finalement onzième, victime de la dégradation excessive de ses pneus,,.

### Classement de la course
| Pos. | no | Pilote            | Écurie               | Tours | Temps/Abandon                            | Grille  | Points |
| ---- | -- | ----------------- | -------------------- | ----- | ---------------------------------------- | ------- | ------ |
| 1    | 44 | Lewis Hamilton    | Mercedes             | 60    | 2 h 00 min 04 s 795 (151,780 km/h)       | 1       | 25     |
| 2    | 1  | Sebastian Vettel  | Red Bull-Renault     | 60    | + 13 s 534                               | 3       | 18     |
| 3    | 3  | Daniel Ricciardo  | Red Bull-Renault     | 60    | + 14 s 273                               | 3       | 15     |
| 4    | 14 | Fernando Alonso   | Ferrari              | 60    | + 15 s 389                               | 5       | 12     |
| 5    | 19 | Felipe Massa      | Williams-Mercedes    | 60    | + 42 s 161                               | 6       | 10     |
| 6    | 25 | Jean-Éric Vergne  | Toro Rosso-Renault   | 60    | + 56 s 801 (dont 5 secondes de pénalité) | 12      | 8      |
| 7    | 11 | Sergio Pérez      | Force India-Mercedes | 60    | + 59 s 038                               | 15      | 6      |
| 8    | 7  | Kimi Räikkönen    | Ferrari              | 60    | + 1 min 00 s 641                         | 7       | 4      |
| 9    | 27 | Nico Hülkenberg   | Force India-Mercedes | 60    | + 1 min 01 s 661                         | 13      | 2      |
| 10   | 20 | Kevin Magnussen   | McLaren-Mercedes     | 60    | + 1 min 02 s 230                         | 9       | 1      |
| 11   | 77 | Valtteri Bottas   | Williams-Mercedes    | 60    | + 1 min 05 s 065                         | 8       |        |
| 12   | 13 | Pastor Maldonado  | Lotus-Renault        | 60    | + 1 min 06 s 915                         | 18      |        |
| 13   | 8  | Romain Grosjean   | Lotus-Renault        | 60    | + 1 min 08 s 026                         | 16      |        |
| 14   | 26 | Daniil Kvyat      | Toro Rosso-Renault   | 60    | + 1 min 12 s 008                         | 10      |        |
| 15   | 9  | Marcus Ericsson   | Caterham-Renault     | 60    | + 1 min 34 s 188                         | 22      |        |
| 16   | 17 | Jules Bianchi     | Marussia-Ferrari     | 60    | + 1 min 34 s 453                         | 19      |        |
| 17   | 4  | Max Chilton       | Marussia-Ferrari     | 59    | + 1 tour                                 | 21      |        |
| Abd. | 22 | Jenson Button     | McLaren-Mercedes     | 52    | Électricité                              | 11      |        |
| Abd. | 99 | Adrian Sutil      | Sauber-Ferrari       | 40    | Pression d'eau                           | 17      |        |
| Abd. | 21 | Esteban Gutiérrez | Sauber-Ferrari       | 17    | Électricité                              | 14      |        |
| Abd. | 6  | Nico Rosberg      | Mercedes             | 13    | Électronique                             | pitlane |        |
| N.p. | 10 | Kamui Kobayashi   | Caterham-Renault     | 0     | Pression d'huile                         | pitlane |        |

### Pole position et record du tour
Lewis Hamilton réalise sa trente-septième pole position en Formule 1, sa sixième de la saison et sa troisième à Singapour.
- Pole position :  Lewis Hamilton (Mercedes Grand Prix) en 1 min 45 s 681 (172,811 km/h)[25].
- Meilleur tour en course :   Lewis Hamilton (Mercedes Grand Prix) en 1 min 50 s 417 au trente-neuvième tour (165,138 km/h)[26].

### Tours en tête
- Lewis Hamilton : 58 tours (1-26 / 28-52 / 54-60)[27]
- Daniel Ricciardo : 1 tour (27)
- Sebastian Vettel : 1 tour (53)

## Classements généraux à l'issue de la course
| Pos. | Pilote           | Écurie               | Points |
| ---- | ---------------- | -------------------- | ------ |
| 1    | Lewis Hamilton   | Mercedes             | 241    |
| 2    | Nico Rosberg     | Mercedes             | 238    |
| 3    | Daniel Ricciardo | Red Bull-Renault     | 181    |
| 4    | Fernando Alonso  | Ferrari              | 133    |
| 5    | Sebastian Vettel | Red Bull-Renault     | 124    |
| 6    | Valtteri Bottas  | Williams-Mercedes    | 122    |
| 7    | Jenson Button    | McLaren-Mercedes     | 72     |
| 8    | Nico Hülkenberg  | Force India-Mercedes | 72     |
| 9    | Felipe Massa     | Williams-Mercedes    | 65     |
| 10   | Sergio Pérez     | Force India-Mercedes | 45     |
| 11   | Kimi Räikkönen   | Ferrari              | 45     |
| 12   | Kevin Magnussen  | McLaren-Mercedes     | 39     |
| 13   | Jean-Éric Vergne | Toro Rosso-Renault   | 19     |
| 14   | Romain Grosjean  | Lotus-Renault        | 8      |
| 15   | Daniil Kvyat     | Toro Rosso-Renault   | 8      |
| 16   | Jules Bianchi    | Marussia-Ferrari     | 2      |

| Pos. | Écurie               | Points |
| ---- | -------------------- | ------ |
| 1    | Mercedes             | 479    |
| 2    | Red Bull-Renault     | 305    |
| 3    | Williams-Mercedes    | 187    |
| 4    | Ferrari              | 178    |
| 5    | Force India-Mercedes | 117    |
| 6    | McLaren-Mercedes     | 111    |
| 7    | Toro Rosso-Renault   | 27     |
| 8    | Lotus-Renault        | 8      |
| 9    | Marussia-Ferrari     | 2      |

## Statistiques
Le Grand Prix de Singapour 2014 représente :
- la 37e pole position de sa carrière pour Lewis Hamilton[30] ;
- la 29e victoire de sa carrière pour Lewis Hamilton[31] ;
- le 5e hat-trick de sa carrière pour Lewis Hamilton[32] ;
- la 24e victoire pour Mercedes en tant que constructeur[33] ;
- la 110e victoire pour Mercedes en tant que motoriste[34].

Au cours de ce Grand Prix :
- Daniel Ricciardo passe la barre des 200 points inscrits en Formule 1 (211 points)[35] ;
- Alan Jones (116 Grands Prix disputés entre 1975 et 1986, champion du monde en 1980 avec Williams F1 Team, 12 victoires, 6 pole positions, 13 meilleurs tours et 24 podiums) est nommé assistant des commissaires de course pour ce Grand Prix[36],[37].